# Oleria paula
Espèce
Oleria paula est une espèce néotropicale de lépidoptères (papillons) de la famille des Nymphalidae.

## Morphologie
L'imago d’Oleria paula est un papillon d'une envergure d'environ 46 mm. Les ailes sont en grande partie transparentes, avec les nervures brunes. Les bordures sont brunes sur le dessus et plus orangées au revers. L'apex de l'aile antérieure est brun, avec une barre subapicale blanche.

## Distribution
L'espèce est originaire d'Amérique centrale, où elle vit sur une aire s'étendant du Mexique à la Colombie, et incluant notamment le Costa Rica, le Nicaragua et Panama,,.

## Biologie
La plante hôte des chenilles est Lycianthes multiflora.

## Taxonomie
L'espèce actuellement appelée Oleria paula a été décrite par l'entomologiste allemand Gustav Weymer en 1883, sous le nom initial de Leucothyris paula,. 
Elle a par la suite été reclassée dans le genre Oleria, sous le nom d’Oleria paula. 
Elle a parfois été traitée comme une sous-espèce, sous le nom d’Oleria victorine paula.

## Noms vernaculaires
Oleria paula est appelée Paula's Clearwing en anglais.